# Braunsbach
Braunsbach là một xã ở huyện Schwäbisch Hall trong bang Baden-Württemberg thuộc nước Đức.